# 현경민
현경민(1997년 6월 12일 ~ )은 대한민국의 전직 카트라이더 프로게이머로 아이디는 Best이다. 

## 소속팀
| # | 팀명         | 소속 기간 | 소속 리그 | 비고 |
| - | ------------ | --------- | --------- | ---- |
| 1 | 리브샌드박스 | 2020~2022 | KRL       |      |

## 수상 내역

### 크레이지레이싱 카트라이더
공식 대회 우승 1회, 준우승 1회, 입상3회
- 2019 제 11회 대통령배 아마추어 E-스포츠 대회 개인전 3위
- 2020 경기국제 E스포츠리그 WEC 개인전 준우승
- 2020 SKT 5GX JUMP 카트라이더 리그 시즌2 개인전 52위
- 2021 신한은행 헤이영 카트라이더 리그 시즌 2 개인전 38위
- 2022 신한은행 헤이영 카트라이더 리그 시즌 1 개인전 40위
- 2022 신한은행 헤이영 카트라이더 리그 시즌 2 개인전 32위
- 2023 카트라이더 드리프트 리그 프리시즌2 개인전 30위
- 2023 카트라이더 드리프트 리그 정규시즌 개인전 33위
- 2023 프라하 카트라이더 드리프트 리그 개인전 우승